# Godfrey Ho
Godfrey Ho (Hong Kong, 1948) es un director, actor, guionista y productor de películas de ninjas de serie B. Solía insertar escenas de sus películas antiguas en otras más modernas. Eso ocasionó que el actor Richard Harrison, que protagonizó alguna película de Godfrey Ho, acabara apareciendo en varios largometrajes en los que jamás había participado.
Empezó su carrera cinematográfica como asistente del director Chang Cheh. Más adelante, junto con Joseph Lai, fundó la productora ASSO Asia Film. En la década de 1980 dirigió más de cien largometrajes, aunque debido a que en muchos de ellos utilizaba seudónimos y a los cambios que introducía en los títulos para distribuirlos en otros países es complicado determinar el número exacto. Se considera que Godfrey Ho ha rodado algunas de las peores películas de la historia.

## Seudónimos
A lo largo de su carrera parece haber utilizado una gran cantidad de seudónimos, aunque Godfrey Ho lo niega. Entre ellos se cuentan: Stanley Chan, Tommy Cheng, Alton Cheung, Tommy Cheung, Ho Jeung Keung, George King, Fong Ho, York Lam, Bruce Lambert, Charles Lee, Victor Sears, etc.